# Гордін Яків Михайлович
Яків Михайлович Гордін (їд. יעקבֿ גאָרדין — Янкев Гордін, англ. Jakow Gordin; 1 травня 1853 року, Миргород — 11 червня 1909 року, Нью-Йорк) — відомий єврейський драматург, псевдоніми Яків Михайлович, Ян, Іван Колючий.

## Життєпис
Народився в Миргороді Полтавської губернії (нині — Полтавська область України). У 17 років почав писати російською мовою в різних провінційних газетах, пізніше — в петербурзькому журналі «Тиждень», де помістив цілий ряд оповідань з життя сектантів-штундистів і з єврейського побуту.
Гордін був під сильним впливом релігійного вчення Толстого. У 1880 році в Єлисаветграді ним засновано «духовно-біблійне братство», що ставило собі за мету реформувати єврейство на «толстовських» засадах; переслідуване царським урядом за «шкідливий напрям думок», «братерство» це припинило своє існування, а Гордін був змушений виїхати в Америку, де і віддався цілком єврейській драматургії.
Гордін — зачинатель і типовий представник єврейської міщанської драми, ним написано понад 70 п'єс. Здебільшого сюжети його драм запозичені з творів іноземних і російських письменників: Грільпарцера, Лессінга, О. Мірбо, В. Гюго, Гауптмана, Степняка-Кравчинського, Толстого, Горького та інших.
Ці сюжети він переробляв, надаючи їм відповідну «єврейську» форму. Навіть найоригінальніші його п'єси написані під сильним впливом європейської драми. Тема Гордіна — єврейська сім'я. Але свою тему він трактує поверхово, поза тісному зв'язку з розвитком єврейської громадськості. У 1890-х, у зв'язку з розвитком єврейського робітничого руху, традиційна єврейська сім'я вже давала великі тріщини: гострі конфлікти між «батьками і дітьми», прагнення єврейської молоді до громадськості, єврейської жінки — до емансипації — все це свідчило про наростання соціальних потенцій всередині сім'ї.
Гордін не відображав їх. Єврейська сім'я для нього — лише комплекс побутових деталей, вона чужа у нього соціальної динаміки, та й статика її вкрай односторонній. Найбільш «актуальне» в сім'ї Гордіна — це сентиментально-розумова проповідь просвітництва та дрібнобуржуазної моралі. Загальна канва його сімейної драми — обивательський шлюб, здебільшого невдалий.
Мелодраматичний зображуються «шлюбні перипетії» в атмосфері дрібнобуржуазного застою. Гордін попутно відтворював типи неосвічених рабинів чи добродійно-дурних духовних осіб, ешіботніков, меламедів, чесних шевців, кравців розумних, сентиментальних прислуги, зіпсованих «панянок», жорстоко-грубих або доброчесних купців та інших.
У своїх п'єсах Гордін культивував мистецтво народної «приказки», «красного слівця» або народної жарти; гумором цієї «приказки» і вичерпується життєвість його драм. Щодо театральної техніки Гордин застосовував звичайні прийоми ранніх драматургів-натуралістів, досягаючи значної сценічності.
Гордін зіграв велику роль в історії єврейської драми і театру: він витіснив з єврейського репертуару панував до нього лубочний жанр «історичних оперет». Ці оперети писалися зіпсованою єврейською мовою (з домішкою безлічі німецьких слів); Гордин очистив єврейську п'єсу від цих наносних слів і ввів в неї живу розмовну єврейську мову, простий і легкий, він підняв авторитет єврейського театру, привернув до нього увагу широких єврейських мас і інтелігенції.
На російській сцені особливо великим успіхом свого часу користувалася його п'єса «За океаном»; також часто ставилися — «Мірра Ефрос», «Хася сирітка» та інші.
П'єси Я. Гордіна стали основою для перших єврейських фільмів, знятих на перших єврейських кіностудіях, створених М. Товбін.